# Eon
Eon je največja enota geološkega časa in vključuje predkambrijski eon, ki je trajal od 4,6 milijarde let do 570 milijonov let v preteklosti, ter fanerozoik, ki se je začel pred 570 milijoni let in traja še danes. Kamnine, ki predstavljajo eon geološkega časa, tvorijo eonotem.